# ماريوس كامينسكي
ماريوس كامينسكي هو سياسي بولندي، ولد في 25 سبتمبر 1965 في Sochaczew ‏ في بولندا. نشط حزبياً في حزب العدالة والقانون البولندي. وقد انتخب عضو سيم ‏.